# Matrix Powertag/Saison 2016
Dieser Artikel listet Erfolge und Fahrer des Radsportteams Matrix Powertag in der Saison 2016 auf.

## Abgänge – Zugänge
| Zugänge          | Team 2015                | Abgänge         | Team 2016 |
| ---------------- | ------------------------ | --------------- | --------- |
| Satoshi Nakagawa |                          | Benjamin Prades | Team Ukyo |
| Junya Sano       | Nasu Blasen              | Chikara Wada    | Unbekannt |
| Yukihiro Doi     | Team Ukyo                |                 |           |
| Daisuke Kaneko   | Gunma GRIFIN Racing Team |                 |           |

## Mannschaft
| Teamkader 2016          | Teamkader 2016     | Teamkader 2016 | Teamkader 2016                  |
| Name                    | Geburtsdatum       | Land           | Vorheriges Team                 |
| ----------------------- | ------------------ | -------------- | ------------------------------- |
| Ryo Chikatani           | 17. April 1992     | Japan          |                                 |
| Yukihiro Doi            | 18. September 1983 | Japan          | Team Ukyo (2015)                |
| Airán Fernández         | 30. Oktober 1988   | Spanien        | Nippo-De Rosa (2013)            |
| Ryosuke Hashimoto       | 8. März 1992       | Japan          |                                 |
| Daisuke Kaneko          | 13. November 1991  | Japan          | Gunma-Grifin Racing Team (2015) |
| Keisuke Kitanishi       | 7. Oktober 1990    | Japan          |                                 |
| Yū Motosuna             | 1. November 1991   | Japan          |                                 |
| Naoki Mukaigawa         | 27. Dezember 1980  | Japan          |                                 |
| Daisei Nagara           | 9. Juli 1974       | Japan          |                                 |
| Satoshi Nakagawa        | 21. März 1979      | Japan          |                                 |
| Jun’ya Sano             | 9. Januar 1982     | Japan          | Nasu Blasen (2015)              |
| Kenji Takubo            | 11. September 1995 | Japan          |                                 |
| José Vicente Toribio    | 22. Dezember 1985  | Spanien        | Team Ukyo (2014)                |
| Daiki Yasuhara          | 12. August 1991    | Japan          |                                 |
| Hayato Yoshida          | 19. Mai 1989       | Japan          | Shimano Racing Team (2014)      |
|                         |                    |                |                                 |
| Quelle: ProCyclingStats |                    |                |                                 |